# Брамптън
Брамптън (на английски: Brampton) е град в Южно Онтарио, Канада.
Населението му е 593 638 жители (2016 г.), а площта му е 266,71 кв. км.
Получава статут на село през 1853 г., на градче през 1873 г., а на град през 1974 г. Намира се в часова зона UTC−5 на 218 м н.в.
През 2004 г. в града е построена българската православна църква „Св. Димитър“ с дарения на канадския бизнесмен от български произход Игнат Канев, почетен консул на България в Канада.